# Bloodshot
Bloodshot is een Amerikaanse superheldenfilm uit 2020 onder regie van David Wilson. Het verhaal is gebaseerd op de gelijknamige personage van de Valiant Comics-franchise. De hoofdrollen worden vertolkt door Vin Diesel, Eiza González, Sam Heughan, Toby Kebbell en Guy Pearce.

## Verhaal
Een beveiligingsbedrijf besluit om een overleden soldaat weer tot leven te wekken. Wat zij echter niet weten, is dat de soldaat een ware moordmachine is geworden en bijna niet te verslaan valt. 

## Rolverdeling
| Acteur         | Personage                          |
| -------------- | ---------------------------------- |
| Vin Diesel     | Raymond "Ray" Garrison / Bloodshot |
| Eiza González  | KT                                 |
| Sam Heughan    | Jimmy Dalton                       |
| Toby Kebbell   | Axe                                |
| Guy Pearce     | Dr. Emil Harting                   |
| Lamorne Morris | Wilfred Wigans                     |
| Talulah Riley  | Gina DeCarlo                       |

## Productie

### Casting
In juli 2017 werden gesprekken met Jared Leto gevoerd voor de hoofdrol, maar in maart 2018 raakte bekend dat Vin Diesel de hoofdrol als de superheld zou gaan vertolken. In mei 2018 werd de casting van Sam Heughan, Eiza González en Michael Sheen bekendgemaakt. Drie maanden later raakte bekend dat Guy Pearce de rol van Michael Sheen zou vervangen.

### Opnames
De opnames gingen op 6 augustus 2018 van start in Kaapstad en in Praag en eindigden op 25 oktober 2018.

### Release en ontvangst
Bloodshot werd op 13 maart 2020 uitgebracht.  De eerste trailer verscheen op 21 oktober 2019. Vanwege de coronapandemie werd door Sony besloten om de film op 24 maart 2020 op video-on-demandkanalen uit te brengen.
De film kreeg van de Amerikaanse filmpers overwegend gemengde kritieken. Op Rotten Tomatoes heeft de film een waarde van 30% en een gemiddelde score van 4,59/10, gebaseerd op 142 recensies. Op Metacritic heeft de film een gemiddelde score van 44/100, gebaseerd op 34 recensies.